# Physetobasis kiunkiangana
Physetobasis kiunkiangana là một loài bướm đêm trong họ Geometridae.